# ポート・マクニール
ポート・マクニール（英語：Port McNeill）は、カナダ・ブリティッシュコロンビア州の都市。バンクーバー島北東部にあり、マウント・ワディントン地域の行政府が置かれている。
夏季には観光客が訪れる人気の場所である。アメリカグマ、クーガー、エルク、鹿など野生動物が多く見られる。博物館もあり、この地域の林業の歴史の解説が見られる。